# Major Simon
Major Simon, Markbreiter (Bihardiószeg, 1876. január 8. – Gyula, 1932. június 13.) magyar ügyvéd, dalszerző. Major Dezső filmrendező és Major Henrik karikaturista, grafikus bátyja.

## Élete
Markbreiter Jónás (1843–1915) cipészmester és Pollák Terézia fia. Iskoláit Nagyszalontán, a kolozsvári Református Kollégiumban érettségizett 1895-ben  és Budapesten végezte. 1904-ben Marosvásárhelyen ügyvédi vizsgát tett, s ugyanazon évben Gyulán ügyvédi irodát nyitott. Tagja volt Békés vármegye törvényhatósági bizottságának és Gyula város képviselőtestületének. Mint jónevű kriminalista, országos ismertségre tett szert. Az irodalom terén, különösen a békebeli időkben, nagy népszerűségnek örvendett, s a régi Népszínházban 1906 szeptemberében bemutatott Ipamuram című népszínművét a leghíresebb művészek heteken át játszották. Három évvel korábban a Bűnös asszony című népszínművét a Budai Színkörben mutatták be és több vidéki színpadon nagy sikerrel adták elő. 1908 decemberében Nagyváradon került színre Zách Klára című énekes történelmi színműve, melyben társszerzői Szabó Emil és Zay Sándor voltak. Zenei téren is jelentős elismerésben volt része. Mint dalénekes számos jótékony célú hangversenyen szerepelt az ország különböző városaiban. A szegedi ügyvédi kamara 1927 őszén Gyulán tartott vándorgyűlése az ő rendezői érdeméből kifolyólag vált országos jelentőségűvé. 1932. június 13-án önkezével vetett véget életének.
Sírja a Gyulai zsidó temetőben található.

## Magánélete
Felesége Philipp Erzsébet volt, akivel huszonöt évig élt házasságban.
Gyermekei:
- Major István (1907–1955)
- Major Ilona, férjezett Vámos Györgyné.
- Major Miklós